# Kingdom Come (альбом Jay-Z)
Kingdom Come — дев'ятий студійний альбом американського репера Jay-Z, випущений 21 листопада 2006 року на лейблах Roc-A-Fella Records і Def Jam Recordings. Його вважали «альбомом повернення» для репера, оскільки The Black Album 2003 року рекламували як його останній реліз. Продакшном альбому займалися кілька продюсерів, зокрема Just Blaze, DJ Khalil, Dr. Dre, The Neptunes, Swizz Beatz і Kanye West. В альбомі також присутні Джон Ледженд, Бейонсе, Ашер, Ne-Yo та інші.
Kingdom Come містив чотири сингли : «Show Me What You Got», «Lost One», «30 Something» і «Hollywood». Альбом отримав загалом середні відгуки музичних критиків, але мав комерційний успіх. Він дебютував під номером один у Billboard 200 США, продавши 680 000 копій за перший тиждень. На 50-й щорічній церемонії вручення премії «Греммі» Jay-Z отримав номінацію на найкращий реп-альбом.
За даними Nielsen SoundScan, станом на серпень 2009 року в США було продано 1 510 000 копій альбому.

## Список композицій
| Стандартна версія | Стандартна версія                                 | Стандартна версія                                                                     | Стандартна версія        | Стандартна версія |
| #                 | Назва                                             | Автор                                                                                 | Продюсер(и)              | Тривалість        |
| ----------------- | ------------------------------------------------- | ------------------------------------------------------------------------------------- | ------------------------ | ----------------- |
| 1.                | «The Prelude»                                     | Shawn Carter Brian Hughes Mark James                                                  | B-Money                  | 2:44              |
| 2.                | «Oh My God»                                       | Carter Justin Smith Gregg Allman                                                      | Just Blaze               | 4:17              |
| 3.                | «Kingdom Come»                                    | Carter J. Smith Rick James Alonzo Miller Lawrence Parker                              | Just Blaze               | 4:23              |
| 4.                | «Show Me What You Got»                            | Carter J. Smith Johnny Pate Eric Sadler Carlton Ridenhour James Boxley Michael McEwan | Just Blaze               | 3:43              |
| 5.                | «Lost One» (за участю Крісетт Мішель)             | Carter Andre Young Mark Batson Dawaun Parker Chrisette Payne                          | Dr. Dre Mark Batson      | 3:44              |
| 6.                | «Do U Wanna Ride» (за участю Джона Ледженда)      | Carter Kanye West John Stephens                                                       | Kanye West               | 5:29              |
| 7.                | «30 Something»                                    | Carter Young Batson Parker                                                            | Dr. Dre                  | 4:13              |
| 8.                | «I Made It»                                       | Carter Khalil Abdul-Rahman Dontae Winslow                                             | DJ Khalil                | 3:25              |
| 9.                | «Anything» (за участю Ашера та Фаррелла Вільямса) | Carter Pharrell Williams                                                              | The Neptunes             | 4:21              |
| 10.               | «Hollywood» (за участю Бейонсе)                   | Carter Reginald Perry Shaffer Smith                                                   | Syience Ne-Yo            | 4:17              |
| 11.               | «Trouble»                                         | Carter Young Batson Parker Che Pope                                                   | Dr. Dre Mark Batson      | 4:53              |
| 12.               | «Dig a Hole» (за участю Sterling Simms)           | Carter Kasseem Dean Sean Garrett                                                      | Swizz Beatz              | 4:11              |
| 13.               | «Minority Report» (за участю Ne-Yo)               | Carter Young Batson Parker J. Smith Ernesto De Curtis Domenico Furnò                  | Dr. Dre                  | 4:33              |
| 14.               | «Beach Chair» (за участю Кріса Мартіна)           | Carter Chris E. Martin Rik Simpson                                                    | Кріс Мартін Rick Simpson | 5:08              |

| Бонус-трек з обмежененого видання | Бонус-трек з обмежененого видання            | Бонус-трек з обмежененого видання | Бонус-трек з обмежененого видання |
| #                                 | Назва                                        | Автор                             | Тривалість                        |
| --------------------------------- | -------------------------------------------- | --------------------------------- | --------------------------------- |
| 15.                               | «44 Fours» (Live from Radio City Music Hall) | Carter Lou Reed                   | 3:35                              |

| Бонусний диск – live from Radio City Music Hall | Бонусний диск – live from Radio City Music Hall | Бонусний диск – live from Radio City Music Hall |
| #                                               | Назва                                           | Тривалість                                      |
| ----------------------------------------------- | ----------------------------------------------- | ----------------------------------------------- |
| 1.                                              | «Politics as Usual»                             | 4:17                                            |
| 2.                                              | «Can't Knock the Hustle» (за участю Бейонсе)    | 6:34                                            |
| 3.                                              | «Can I Live»                                    | 5:00                                            |

## Чарти

### Щотижневі чарти
| Чарт (2006)                                  | Найвища позиція |
| -------------------------------------------- | --------------- |
| Australian Albums (ARIA)                     | 95              |
| Нідерланди Dutch Albums (MegaCharts)         | 71              |
| Франція French Albums (SNEP)                 | 79              |
| Німеччина German Albums (Offizielle Top 100) | 76              |
| Ірландія Irish Albums (IRMA)                 | 40              |
| Італія Italian Albums (FIMI)                 | 67              |
| Шотландія Scottish Albums (OCC)              | 41              |
| Швеція Swedish Albums (Sverigetopplistan)    | 45              |
| Швейцарія Swiss Albums (Schweizer Hitparade) | 17              |
| Велика Британія UK Albums (OCC)              | 35              |
| США Billboard 200                            | 1               |
| США Top R&B/Hip-Hop Albums (Billboard)       | 1               |
| США Top Rap Albums (Billboard)               | 1               |

### Річні чарти
| Чарт (2007)                           | Позиція |
| ------------------------------------- | ------- |
| US Billboard 200                      | 20      |
| US Top R&B/Hip-Hop Albums (Billboard) | 1       |

## Сертифікації
| Регіон                                                                                          | Сертифікація  | Продажі    |
| ----------------------------------------------------------------------------------------------- | ------------- | ---------- |
| Канада (Music Canada)                                                                           | Платиновий    | 100 000^   |
| Велика Британія (BPI)                                                                           | Золотий       | 100 000*   |
| США (RIAA)                                                                                      | 2× Платиновий | 2 000 000^ |
| *продажі, що базуються лише на сертифікаціях ^відвантаження, що базуються лише на сертифікаціях |               |            |